# 음모 (계획)
음모는 대중이나 영향을 받는 다른 사람들 모르게 모살, 반역 또는 부패와 같은 불법적이거나 해로운 목적, 특히 정치적 동기를 가진 사람들(공모자) 간의 비밀 계획 또는 합의이다. 정치적인 의미에서 음모란 기존 정치 권력을 찬탈, 변경 또는 전복하려는 목적으로 뭉친 사람들의 집단을 의미한다. 상황에 따라 음모는 범죄가 될 수도 있고 민사상 위법 행위가 될 수도 있다. 이 용어는 일반적으로 공모자의 불법 행위나 불법성을 암시하거나 암시한다. 사람들은 합법적이고 윤리적이거나 누구도 반대하지 않는 활동에 참여하기 위해 공모할 필요가 없다고 일반적으로 믿기 때문이다.
일반적으로 음모로 간주되지 않는 사람들이 비밀리에 참여하는 일부 조정 활동이 있다. 예를 들어, 미국 CIA, 영국 MI6 등 정보기관은 반드시 자국의 적들로 의심되는 사람과 본국의 일반 대중을 감시하기 위해 비밀리에 계획을 세울 수밖에 없지만, 이러한 활동은 그들의 목표가 공식적인 기능을 수행하는 것이지 부적절하게 자신을 부자로 만드는 것이 아닌 한 일반적으로 음모로 간주되지 않는다. 마찬가지로, 경쟁하는 스포츠 팀의 코치들은 정기적으로 비공개로 만나 게임 전략과 상대방을 물리치기 위한 구체적인 플레이를 계획하지만, 이 활동은 스포츠의 합법적인 부분으로 간주되므로 음모로 간주되지 않는다. 더욱이, 음모는 고의로 가담되어야 한다. 특정 집단에 유리하고 특정 다른 집단에 불리하게 작용하는 사회적 전통의 지속은 비록 비윤리적일 수 있지만, 실천 참가자가 이러한 이점을 영속시킬 목적으로 이를 추진하지 않는다면 음모가 아니다.
반면, 음모를 실행하려는 의도가 존재한다면 참가자들이 세부 사항에 대해 큰 소리로 동의하지 않더라도 음모가 있는 것이다. 예를 들어, CIA의 비밀 작전은 본질적으로 확실히 입증하기 어렵지만, 기관의 업무에 대한 연구와 전직 CIA 직원의 폭로를 통해 기관이 사건에 영향을 주려고 시도한 몇 가지 사례가 제시되었다. 냉전 기간 동안 미국은 66차례에 걸쳐 비밀리에 다른 나라의 정부를 바꾸려 했고 26차례 성공했다.
음모론은 이론가들이 강력하게 반대하는 정치적 사건을 만들어내는 데 음모가 실제로 결정적이었다는 믿음이다. 정치학자인 마이클 바쿤(Michael Barkun)은 음모론이 우주가 설계에 의해 지배된다는 관점에 기초하고 있으며 세 가지 원칙을 구현한다고 설명했다. 즉, 우연히 일어나는 일도 없고, 보이는 대로 일어나는 일도 없으며, 모든 것이 연결되어 있다는 것이다. 또 다른 공통된 특징은 음모론이 자신에 대해 존재하는 모든 증거를 통합하도록 진화하여 바쿤이 쓴 것처럼 위조할 수 없는 폐쇄형 시스템이 되어 "증거보다는 믿음의 문제"가 된다는 것이다.

## 같이 보기
- 공모죄